# Bab al-Barda'in
Bab al-Barda'in o Bab Berdaïne es la puerta norte del histórico medina de Mequinez, Marruecos.

## Historia
Bab al-Barda'in existía como una de las puertas originales de la ciudad fortificada en el XI por los almorávides. Esta puerta medieval original se conserva en parte al sur de la puerta actual.: 177, 255  La puerta actual, situada en el extremo norte de la medina, fue construida bajo la alauí. por el sultán Mulay Ismail (1672-1727). Ismaíl hizo de Mequinez su capital y refortificó la ciudad al tiempo que construía un nuevo complejo palaciego imperial al sureste. Según Ibn Zaydan, la nueva puerta se terminó en 1695,: 239  aunque otras fuentes citan 1687  o 1720  como fecha de finalización. Por la misma época, en 1709 se terminó de construir la cercana Mezquita Bab al-Barda'in, que lleva el nombre de la puerta.: 240  Moulay Ismail también construyó una fuente pública cerca de la puerta,: 195  la cual tuvo históricamente gran importancia para la ciudad, al ser el punto de entrada de todo el comercio y las comunicaciones con el norte del país. El nombre de la puerta procede probablemente de un mercado histórico de vendedores de albardas (en árabe: بردعين‎, romanizado: al-brad'iyin, pero pronunciado localmente como berda'in) que existía en las cercanías.: 239 

## Descripción

### Arquitectura
La puerta es una de las más impresionantes de la ciudad. Presenta grandes similitudes arquitectónicas con Bab el-Khemis, situada al suroeste, que data de la misma época. La puerta tiene un sencillo paso recto (a diferencia de las entradas curvas de las puertas medievales marroquíes) que se abre a través de un arco de herradura y está flanqueado por dos grandes bastiones cuadrados. En el lado interior (sureste) de la puerta, el pasaje de entrada sobresale de la muralla circundante. Al igual que Bab el-Khemis, el arco de la puerta está situado en un espacio cuadrado (de 11 m por lado) cubierto de decoración. Las enjutas del arco están rellenas de azulejos pintados con un motivo floral de arabescos y dos formas parecidas a mandorlas. Alrededor hay un marco semirrectangular o friso decorado con un motivo darj-wa-ktaf, con azulejos zellige rellenando el espacio entre las líneas del motivo. Encima hay un friso horizontal decorado con [ patrones geométricos islámicos|motivos geométricos islámicos]] que, a su vez, está decorado con más zellijge. El espacio decorado está delimitado a izquierda y derecha por dos pilastras rematadas por ménsulas. Encima hay un friso de [merlones en forma de dientes de sierra.

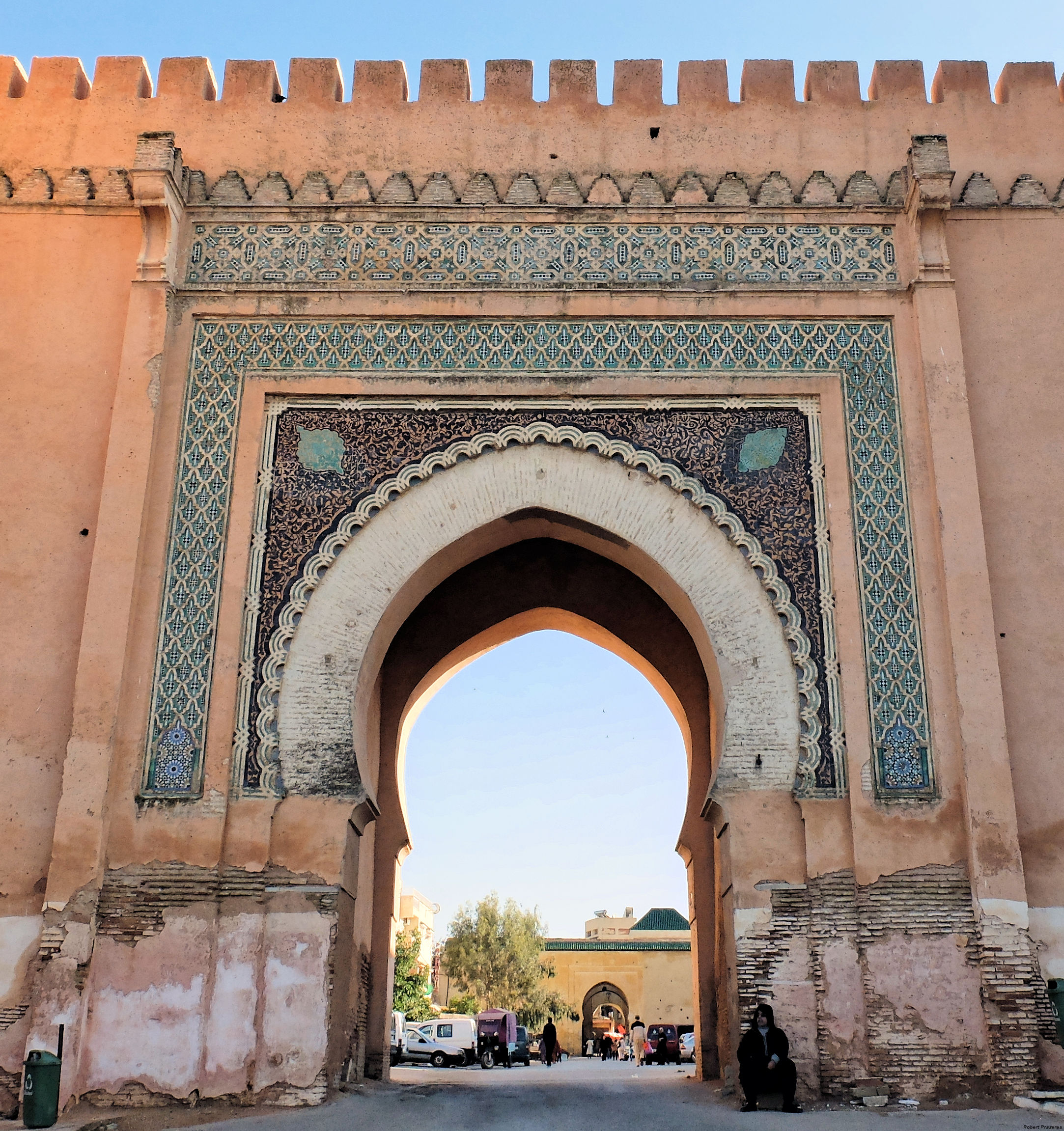
Decoración alrededor del arco exterior de la puerta.
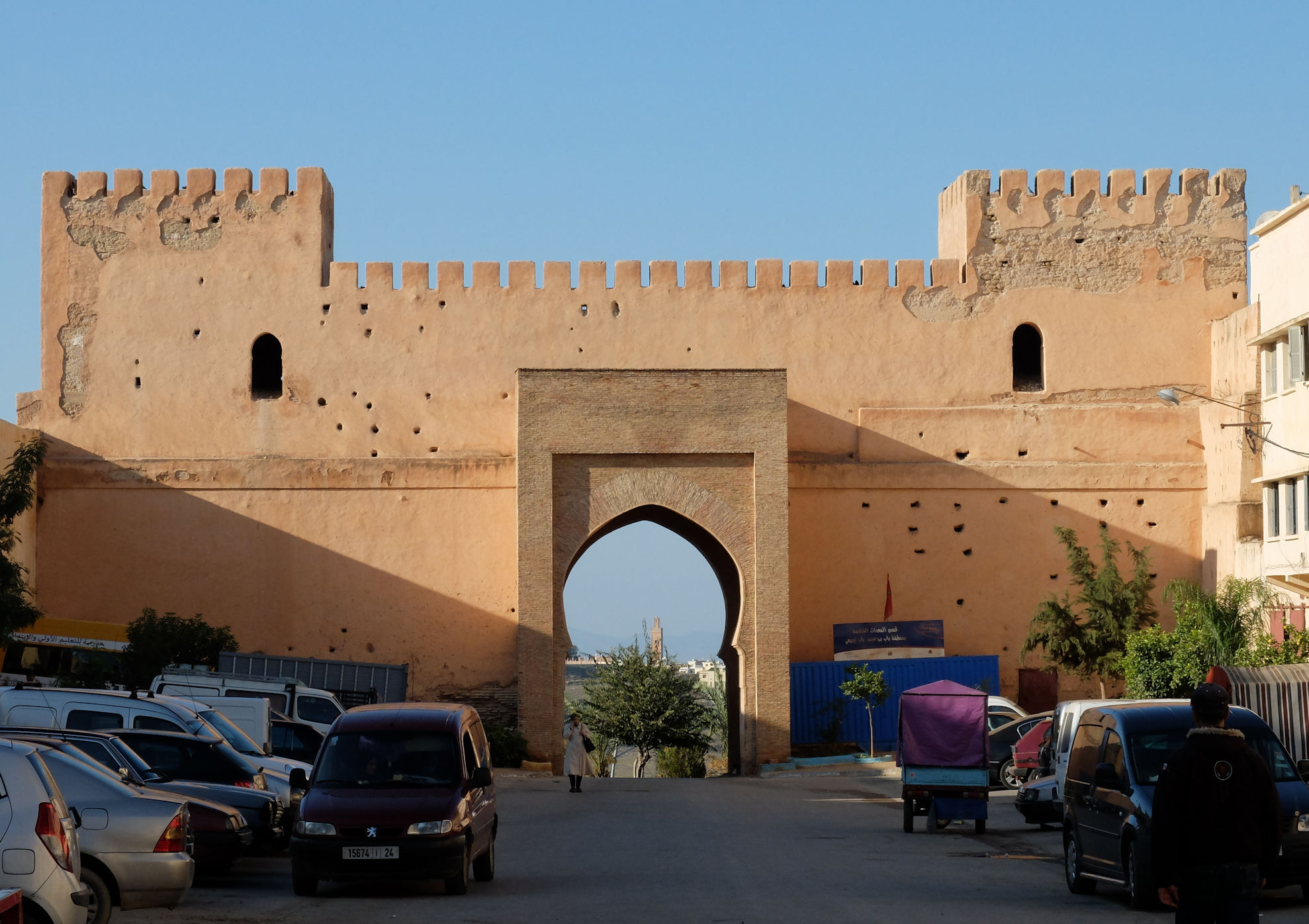
Vista de la parte interior de la puerta.

### Cementerio
Existe un cementerio justo delante de la puerta. Según Ibn Zaydan, ya existía aquí un cementerio desde la conquista de la ciudad por el Almohade (siglo XII), dedicado a los mártires muertos en el asedio.: 179  El vasto cementerio actual, también conocido como cementerio de Bab al-Siba, incluye el cementerio de la Shuhada o Chouhada (cementerio de los mártires), el mausoleo de Mulay Abdallah Ben Ahmed (o Abdallah ibn Hamad: célebre alfaquí  fallecido en 1429), el  mausoleo del jeque Al Kamel de Mohammed al-Hadi ben Issa, así como las tumbas de otros numerosos santos musulmanes.: 211 